# Glutamina
La glutamina (abreujat Gln o Q) és un dels aminoàcids transcripcionals que formen les proteïnes dels éssers vius.
Es tracta d'un aminoàcid no essencial, que vol dir que l'organisme el pot sintetitzar a partir d'altres aminoàcids presents en les proteïnes o en els aliments, de manera que no són d'ingesta obligatòria. Químicament és un aminoàcid polar i no es considera hidròfob. A la sang humana, la glutamina és l'aminoàcid lliure més abundant.
En certes ocasions, com l'estrès, traumes o infeccions, pot ser considerat com a aminoàcid no essencial.
Es troba en aliments amb alt contingut proteic; els làctics, carns i fruits secs tenen un alt contingut en glutamina.
A l'ARNm, codifica com a CAA o CAG.
La glutamina juntament amb la prolina forma part majoritària de la molècula del gluten.